# Teodosio Aimoni
Teodosio Aimoni (Pegognaga, 3 marzo 1913 – Mantova, 15 luglio 1982) è stato un politico italiano.

## Biografia
Nato a Pegognaga, ma originario della vicina Gonzaga, nell'Oltrepò mantovano, matura le prime esperienze nell'ambito dell'Azione Cattolica, di cui diviene segretario provinciale del gruppo giovanile durante gli anni della studi universitari.
Ufficiale durante la Campagna di Russia, dopo l'8 settembre 1943 viene arrestato dall'esercito tedesco di occupazione: fuggito dal carcere di Pistoia, rientra nel mantovano iniziando l'attività politica clandestina nel CNL di Bondeno di Gonzaga.
Subito dopo la Liberazione, entra nel PCI e si dedica principalmente all'attività sindacale a tutela dei diritti dei braccianti in anni di forti scontri sociali. Dal 1949 e sino alla metà degli anni '50 è il segretario della Camera del Lavoro di Mantova.
Attivo nella politica locale come consigliere comunale a Pegognaga, Marcaria e Gonzaga e come consigliere provinciale a Mantova, nel 1958 viene eletto senatore nella III legislatura.
Si dimette l'anno successivo dopo aver assunto l'incarico di Presidente della Provincia di Mantova, ruolo rivestito sino al 1964.
Rieletto senatore nella IV e V, partecipa a diverse commissioni parlamentari.
Dal 1973 sino alla scomparsa è Presidente della Azienda Servizi Municipalizzati di Mantova; in questo periodo è fautore dell'introduzione del teleriscaldamento a Mantova, seconda città italiana dopo Brescia a sperimentare l'innovativa tecnologia.
L'esperienza giovanile nel mondo cattolico, la propensione all'equilibrio e la graduale adesione alle nascenti posizioni del migliorismo hanno caratterizzato l'azione del politico come uomo del dialogo e delle istituzioni.